# Гарнаев, Александр Юрьевич
Алекса́ндр Ю́рьевич Гарна́ев (род. 1 сентября 1960) — советский и российский лётчик-испытатель.
Герой Российской Федерации (15.01.1998.) Заслуженный лётчик-испытатель Российской Федерации (21.09.2002.) Кандидат экономических наук (22.11.2002.) Член Международного общества лётчиков-испытателей "Society of Experimental Test Pilots" с 12 декабря 1991 года (ещё до распада СССР 26.12.1991, по настоящее время).

## Биография
Александр Юрьевич Гарнаев родился в городе Жуковский Московской области 1 сентября 1960 года, четвёртый ребёнок в семье Героя Советского Союза заслуженного лётчика-испытателя СССР Юрия Александровича Гарнаева (отец погиб в полёте 06.08.1967 при выполнении государственного задания во Франции на пожарной версии вертолёта Ми-6ПЖ). Мать — Гарнаева (Полякова) Александра Семёновна (04.04.1921-04.08.1982).
С 1975 года начал летать в Жуковском аэроклубе. В 1977 году, после окончания средней школы № 3 c углубленным изучением английского языка в городе Жуковском, поступил в Армавирское высшее военное авиационное Краснознамённое училище лётчиков, которое окончил в 1981 с золотой медалью. Служил офицером на лётных должностях в 234-м гвардейском истребительном авиационном полку (Кубинка) до воинского звания капитан. В 1985 году поступил в Школу лётчиков-испытателей Минавиапрома СССР, после выпуска из которой с июня 1987 года работал лётчиком-испытателем в ОКБ имени А. И. Микояна.
За период работы в ОКБ А. И. Микояна проводил лётные испытания опытных самолётов МиГ-29М, МиГ-29К, МиГ-31Б/-31Д, на самолётах МиГ-23, МиГ-25, МиГ-27, МиГ-29, МиГ-31 испытывал опытные ракеты и различные системы авиационного вооружения. 13 августа 1991 года выполнил первый полёт опытного самолёта, ставшего впоследствии опытным экземпляром перспективного истребителя с отклоняемым вектором тяги.
Провёл цикл испытаний опытного противоспутникового авиационного комплекса («изделие 07»), успешно завершённый в июле 1991 года зачётными боевыми работами по орбитальным объектам в целях нейтрализации американской «Стратегической оборонной инициативы». По сообщениям в прессе, в 1990-е годы работы по теме были свернуты, а доработанные самолёты предполагалось использовать для выведения на околоземную орбиту небольших спутников.
В 1989 году с отличием окончил факультет «Стрела» Московского авиационного института.
С 1990 года выполнял сравнительные совместные полёты по международным программам военно-технического сотрудничества (воздушные бои, методики лётных испытаний, в том числе на иностранных боевых самолётах на зарубежных авиабазах в США, Франции, арабских и африканских странах, Юго-восточной Азии). Участвовал в многочисленных показах одиночного и группового пилотажа на самолётах МиГ-29, Су-27 и Су-30 на авиасалонах и авиашоу в России, странах СНГ, Европы, Азии, США.
В 1994 году был переведён на лётно-испытательную работу в Лётно-исследовательский институт имени М. М. Громова (ЛИИ). В ЛИИ А. Ю. Гарнаев участвовал в испытаниях опытного самолёта Як-130, выполнял сверхдальние перелёты на Су-30 в группе под руководством Героя России, заслуженного лётчика-испытателя СССР А. Н. Квочура продолжительностью более 10-11 часов с неоднократными дозаправками в воздухе днём и ночью, в том числе над океаном, от арктических до тропических широт, лётные исследования на экспериментальных летающих лабораториях, лётные эксперименты при расследовании авиационных происшествий. Руководил отрядом лётчиков-испытателей № 1 в составе Лётно-испытательного центра ЛИИ.
Проводил инструкторскую работу по подготовке лётно-испытательных кадров, а также на самолётах Су-27, Су-30, МиГ-29 в авиационных частях ВВС и ПВО: лидирование в обеспечение международных полётов смешанных групп, дозаправка в воздухе, воздушные бои, режимы с маневрированием на малых (околонулевых) скоростях, больших углах атаки, штопор.
В 1998 году Александр Гарнаев с отличием окончил Российскую академию государственной службы по специальности «государственное и муниципальное управление». В этой же академии в 2002 году окончил аспирантуру и защитил диссертацию, имеет учёную степень кандидата экономических наук.
В 2002 году закончил лётно-испытательную работу в ЛИИ. В период 2002-06 г.г. был депутатом на постоянной основе, затем на неосвобождённой до 2012 года Московской областной думы, продолжал летать инструктором-общественником в ряде аэроклубов.
С 2008 года частный пилот бизнес-авиации. В 2009 году окончил USA Airline Transport Pilot Academy (Trenton, NJ) и получил квалификацию FAA-ATPL (USA FAA Airline Transport Pilot (2009).
Прошёл полный курс обучения в Airbus Training Center (Toulouse, France), затем в ряде других зарубежных лётно-учебных центров, работал в авиакомпании «Аэрофлот» (в том числе, в должности командира воздушного судна Airbus А-330) до 2017 года.
2018-21 г.г. — частный пилот бизнес-авиации.
2021-22 г.г. — Председатель правления Клуба Героев, создателей и испытателей авиационной и космической техники города Жуковского.
Что такое высококлассный лётчик? В моём понимании так: я пролетал больше сорока лет активно на самых ответственных участках. Был лётчиком-истребителем ВВС, экспериментальным лётчиком-испытателем, линейным пилотом на дальнемагистральных воздушных судах, командиром воздушного судна. За все 40 с лишним лет никогда, нигде и ни при каких обстоятельствах я не сорвал ни одного полёта, не был отстранён и не опоздал на вылет. Вот и всё. Это не героизм — это профессиональная обязанность в моём понимании. Может быть, это главное, что для лётчика важно. Для любого — военного или гражданского.Александр Гарнаев, Легенда авиации России в интервью 19rus.info
1 марта 2022 года покинул (цит.): «все должности, доли… во всех российских компаниях, организациях, юридических лицах — из-за невозможности продолжать свою деятельность в условиях ширящейся бойни братского Славянского народа».
За период более 40 лет полётов освоил более 70-ти типов серийных, опытных, модернизированных летательных аппаратов — отечественных и зарубежных, общий налёт около 12 тысяч лётных часов. Неоднократно грамотно выходил из создававшихся в полётах аварийных ситуаций, спасая опытную технику.

## Звания
- Герой Российской Федерации (1998[6]) Указ Президента Российской Федерации от 15.01.1998 г. № 38. Золотая Звезда № 428.
- Заслуженный лётчик-испытатель Российской Федерации (2002[7]) Указ Президента Российской Федерации от 21.09.2002 г. № 1016.
- Кандидат экономических наук (2002) Специальность ВАК РФ 08.00.05. Тема диссертации "Государственное регулирование реструктуризации высокотехнологичных производственных отраслей"[8]

## Политическая деятельность
Избирался :
- в марте 2000 года — депутатом в Жуковский городской Совет депутатов;
- депутатом Московской областной Думы III (2001—2006) и IV (2007—2012) созывов;
- Председателем комитета по научно-промышленному комплексу Московской областной Думы III созыва (после ухода А. В. Долголаптева)

На выборах 2003 года выдвигался в Госдуму от партии Русь
6 мая 2006 года депутату А. Ю. Гарнаеву присвоен классный чин государственной гражданской службы Московской области «Действительный государственный советник 1 класса».
На выборах в Мособлдуму 2021 года выдвигался по Люберецкому округу от Справедливой России.

## Личная жизнь
Женат дважды, шесть детей.
Первая жена Елена Гарнаева, сыновья Юрий 1984 г.р., Ярослав 1993 г.р., дочь Мария 1987 г.р.
Вторая жена Татьяна Боргоякова, дочери Александра 1999 г.р., Софья 2013 г.р., сын Сергей 2009 г.р.

## Документальные фильмы
- Люди земли и неба Автор сценария Борис Добродеев, режиссёр Семён Аранович. Ленинградская студия документальных фильмов, 1969.
- Смертельная вертикаль лётчика Гарнаева Фильм Георгия Ратушева, Студия “Крылья России”, 2007.
- Герой Советского Союза Юрий Гарнаев Студия “Крылья России” из цикла “Дороже золота”, 2008.
- Александр Гарнаев Фильм Виктории Гусевой из цикла “Герои России”.